# ميجو (أين)
ميجو (بالفرنسية: Mijoux)‏ هي بلدية فرنسية تقع في إقليم الأين في فرنسا. رمز إنسي لها هو:1247. أما الرمز البريدي لها فهو: 1410.